# Winslow Lake (Wisconsin)
Der Winslow Lake, auch Long Lake, ist ein See bei Shawano im Oconto County in Wisconsin im Einzugsgebiet der Green Bay des Michigansees.
Der See liegt in 356 m über dem Meeresspiegel und wird durch den First South Branch Oconto River, einem Quellfluss des Oconto, entwässert. Durch diesen steht der See mit dem Camp Five Lake in Verbindung. Der See hat H-förmige Umrisse und ist von Südwesten nach Nordosten ausgerichtet. Es handelt sich um einen Quellsee ohne direkten Zufluss.
Das Gewässer hat keinen öffentlichen Zugang.
Im See sind der Forellenbarsch und der Hecht heimisch. Ein Problem stellt das Tausendblatt (Eurasian Watermilfoil, EWM) als invasive Spezies dar.
Beim See befinden sich das Camp Five Lake State Natural Area und der Chequamegon-Nicolet National Forest.